# Innu-aimun
Innu-aimun, Innu o Montagnais es una lengua algonquina hablada por más de 10.000 Innu  en Labrador y Quebec al este de Canadá . Es miembro del continuo de dialectos Cree –Montagnais– Naskapi y se habla en varios dialectos dependiendo de la comunidad.

## Literatura

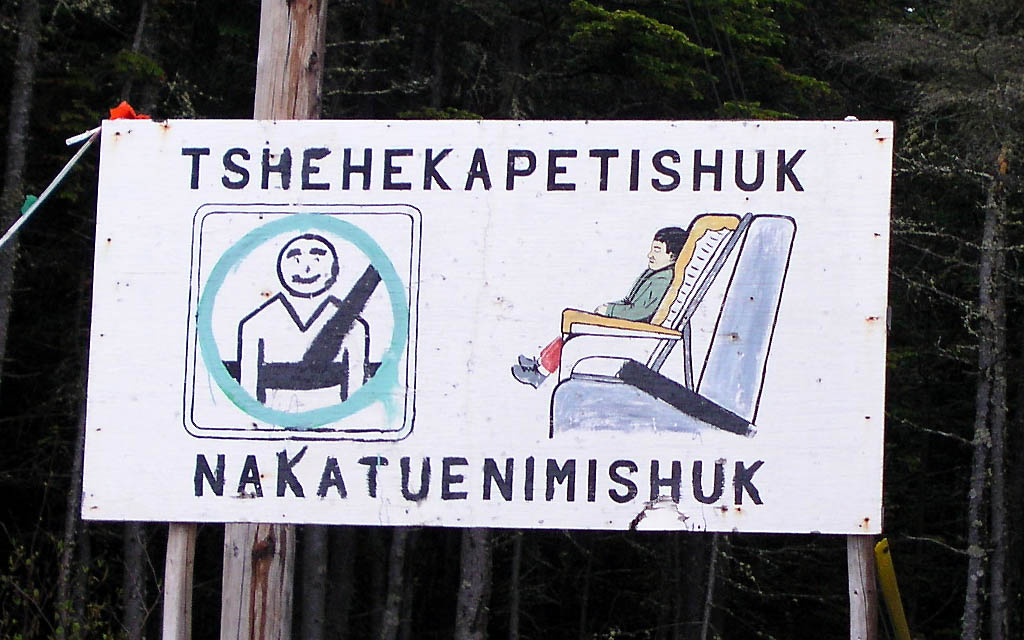
"Abróchate el cinturón a tus hijos" en Innu-aimun, en la reserva Pointe-Parent cerca de Natashquan, Quebec.

Desde la década de 1980, Innu-aimun ha tenido una exposición considerable a la cultura popular de Canadá y Francia debido al éxito de la banda de rock Kashtin y trabajos posteriores en solitario de sus fundadores Claude McKenzie y Florent Vollant . Algunas canciones de éxito ampliamente escuchadas con letras en idioma innu incluyen " Ish-kuess "(" Chica ")," E Uassiuian "(" Mi infancia ")," Tipatshimun "(" Historia ") y en particular" Akua tuta "(" Cuídate "), que apareció en compilaciones de bandas sonoras de la serie de televisión Due South y el documental Music for The Native Americans . La letra de Akua Tuta se encuentra en más de 50 sitios web, lo que lo convierte en uno de los textos escritos más accesibles en cualquier idioma de nativos de América del Norte. Florent Vollant también ha interpretado varios villancicos conocidos en Innu en su álbum de 1999 Nipaiamianan .
En 2013, "se publicó en innu, inglés y francés un diccionario completo en pan-innu, que abarca todos los dialectos innu que se hablan en Quebec y Labrador".

## Fonología
Innu-aimun tiene los siguientes fonemas (escritos usando la ortografía estándar, con los equivalentes de IPA entre paréntesis):

### Consonantes
|           | Bilabial | Alveolar  | Enviar- alveolar | Velar  | Velar        | Glotal |
| llanura   | Bilabial | Alveolar  | Enviar- alveolar | labial |              | Glotal |
| --------- | -------- | --------- | ---------------- | ------ | ------------ | ------ |
| Nasal     | m /m/    | n /n/     |                  |        |              |        |
| Oclusiva  | p /p/    | t /t/     | tsh /tʃ/         | k /k/  | kᵘ / ku /kʷ/ |        |
| Fricativa |          | ss /s/    | sh / s /ʃ/       |        |              | h /h/  |
| Lateral   |          | ( l /l/ ) |                  |        |              |        |

/ l / está escrito como n en la ortografía estándar y solo existe en los dialectos occidentales Mashteuiatsh y Betsiamites. Otros dialectos usan / n / en esas posiciones.
Las oclusivas se expresan a [b d dʒ ɡ ɡʷ] entre vocales.

### Vocales
Hay tres pares de vocales llamadas "largas" y "cortas", y una vocal larga sin contraparte corta, aunque la distinción de longitud está dando paso a una distinción de lugar. Los títulos de las columnas aquí se refieren principalmente al lugar de articulación de la vocal larga.
|         | Frente alto | Frente alto | Medio frente | Medio frente | Medio / Bajo Central | Medio / Bajo Central | Espalda alta | Espalda alta |
| ------- | ----------- | ----------- | ------------ | ------------ | -------------------- | -------------------- | ------------ | ------------ |
| "Largo" | yo          | [i]         | mi           | [e]          | un                   | [a]                  | ū            | [o~u] **     |
| "Corto" | yo          | [ɨ~ə~j]     |              |              | un                   | [ə~ʌ] *              | tu           | [ʊ~w]        |

- [ʌ] particularmente antes de m
  - [u] particularmente después de i

Las marcas de acento de Macron sobre las vocales largas se omiten en la escritura general. e no está escrito con macron porque no hay una e corta contrastante.

## Gramática
Innu-aimun es un lenguaje polisintético de marcaje de núcleo con un orden de palabras relativamente libre. Sus tres partes básicas del habla son sustantivos, verbos y partículas . Los sustantivos se agrupan en dos géneros, animados e inanimados, y pueden llevar afijos que indiquen pluralidad, posesión, obviación y ubicación. Los verbos se dividen en cuatro clases según su transitividad : animado intransitivo (AI), inanimado intransitivo (II), transitivo inanimado (TI) y transitivo animado (TA). Los verbos pueden llevar afijos que indican concordancia (con argumentos tanto de sujeto como de objeto), tiempo, estado de ánimo e inversión . Se utilizan dos conjuntos u órdenes diferentes de afijos verbales según el contexto sintáctico del verbo. En las oraciones principales simples, el verbo se marca usando afijos del orden independiente, mientras que en las oraciones subordinadas y las preguntas de palabras de contenido, se usan afijos del orden conjunto .

## Dialectos
Innu-aimun está relacionado con East Cree ( Īyiyū Ayimūn - dialecto del norte / costero y Īnū Ayimūn - dialecto del sur / interior) hablado por el James Bay Cree de la región de James Bay de Quebec y Ontario y el Atikamekw ( Nēhinawēwin y Nehirâmowin ) del Atikamekw ('Nehiraw', 'Nehirowisiw') en el valle superior del río Saint-Maurice de Quebec . Innu-aimun se divide en cuatro dialectos: Montagnais del Sur (Mashteuiatsh y Betsiamites), Montagnais del Este (Mingan, Natashquan, La Romaine, Pakuashipi), Montagnais Central (Sept-Îles y Maliotenam, Matimekosh) y Labrador -Montagnais (Sheshatshit). Los hablantes de los diferentes dialectos pueden comunicarse bien entre sí. El idioma y la cultura naskapi son bastante diferentes de los de los montagnais, en los que el dialecto cambia de yan como en "Iiyuu" versus "Innu".